# Amma Asante (femme politique)
Pour les articles homonymes, voir Amma Asante et Asante.
Amma Asentewaa Asante (née le 14 mai 1972) est une femme politique néerlandaise d'origine ghanéenne. Elle a été membre du conseil municipal d'Amsterdam de 1998 à 2006 et membre de la Chambre des représentants des Pays-Bas pour le Parti travailliste de 2016 à 2017.

## Jeunesse
Amma Asentewaa Asante est née le 14 mai 1972 à Kumasi au Ghana. Son père était initialement un immigrant illégal aux Pays-Bas, mais il est devenu un résident légal par grâce générale en 1975. Pour le regroupement familial, Asante et sa mère ont déménagé aux Pays-Bas en 1978. Son père était ouvrier d'usine et sa mère femme de chambre.  
Asante a étudié les sciences politiques à l'université d'Amsterdam.  

## Politique
Asante est membre du Parti travailliste (PvdA).  
Elle a été membre du conseil municipal d'Amsterdam de mai 1998 à mars 2006.  
Asante était numéro 50 sur la liste des candidats du Parti travailliste pour les élections générales néerlandaises de 2012. Elle a obtenu 4 549 voix préférentielles, mais n'a pas été initialement élue. Elle était numéro 36 sur la liste des candidats du Parti travailliste pour les élections au Parlement européen de 2014. Elle a reçu 574 voix préférentielles, mais n'a pas été élue.  
Asante est devenue membre de la Chambre des représentants le 7 septembre 2016, lorsqu'elle a remplacé Tanja Jadnanansing (en). Là, elle est la porte-parole du parti pour l' enseignement supérieur. Elle était numéro 36 sur la liste des candidats du Parti travailliste pour les élections générales néerlandaises du 15 mars 2017. Le Parti travailliste a remporté neuf sièges aux élections, Asante a donc quitté la Chambre des représentants le 23 mars 2017. 

## Vie privée
Asante est mariée et a deux filles.  Elle habite à Badhoevedorp.  
Asante est chrétienne protestante et fréquente la chapelle de la foi triomphante à Badhoevedorp, où son mari est pasteur,,. En 2016, lorsqu'on lui a demandé pourquoi elle n'était pas membre d'un parti politique confessionnel, Asante a déclaré : « Le christianisme et la social-démocratie sont très similaires. Je me sens bien au sein du Parti travailliste, je me sens chez moi là-bas. Mon identité n'est pas seulement établie par ma religion »[réf. souhaitée].